# Sucre (ville de Girardot)
Pour les articles homonymes, voir Sucre.
Sucre est la capitale de la paroisse civile de Sucre dans l'État de Cojedes au Venezuela.